# Fonovisa Records
Fonovisa Records es una compañía discográfica estadounidense que produce música en español, principalmente produce música de México. Es conocida por sus firmas con varios artistas como Thalía, Enrique Iglesias, Flans, Cristian Castro, Jenni Rivera, Los Tigres del Norte, Marco Antonio Solís, Duelo, entre otros.

## Historia
La compañía se fundó originalmente en la década de los años 1970 como Profono Internacional, cambiando después de nombre a Laser a principios de los años 1980.
En 1984, adoptó su actual nombre, teniendo como principales artistas a Grupo Mojado, Los Tigres del Norte, Duelo y Banda Toro, posicionando a esta banda en los primeros lugares de popularidad con el tema La noche que Chicago murió, en 1994; dicha canción cuenta con más de 300 millones de reproducciones hasta la fecha. Además de dicho tema, Banda Toro se convirtió en el máximo referente del género "quebradita" con otros éxitos como La ruca no era ruca, Los Ríos de Babilonia, El hijo desobediente y Anoche me enamoré. En esa misma época, la disquera también obtuvo grandes ventas con artistas como Los Humildes, Los Bukis, Los Caminantes, Rigo Tovar y Los Yonic's.
En la misma década de 1980, Fonovisa compró Discos y Cintas Melody, S. A., llamada antes Discos y Cartuchos de México, S. A. (DCM), naciendo así la línea "Melody", la cual se enfocaba en artistas de pop y rock, perteneciendo a la misma Timbiriche, Flans, Lucero y Thalía; otros artistas de dicha línea fueron Enrique Iglesias (de 1995 a 1998), Sparx y Lorenzo Antonio.
A finales de 1997 y a principios de 1998, Fonovisa desapareció Musivisa y Melody, para que los artistas de ambas marcas pasaran a formar parte de la principal.
En 1999, la disquera Interscope demandó a la compañía por usar el tema "Bailamos" de Enrique Iglesias para un disco de éxitos que no había sido autorizado por el cantante y sus representantes ni por la compañía americana; anteriormente, Enrique Iglesias ya había finalizado su contrato con Fonovisa y planeaba lanzar su primer disco en inglés con mencionada Interscope. Para cuando se entabló la demanda, el disco de éxitos ya había vendido más de un millón de copias, por lo que Interscope retiró su querella, que estuvo a punto de llevar a Fonovisa al cierre definitivo. Pocos meses más tarde, se lanzó un nuevo compilatorio, esta vez ya sin "Bailamos".
A finales de 2001, Fonovisa fue adquirida de Televisa por Univision Music Group, pasando a formar parte de dicha empresa junto a Univision Records y Disa Records. En 2008, Universal Music Group adquirió la disquera Univision Music Group, cerrando así la disquera Univision Records. Actualmente, la sede de Fonovisa se encuentra en Hollywood, California.